# Rudolf Kner
Rudolf Kner  (Linz, 1810. augusztus 24. – Bécs, 1869. október 27.) osztrák zoológus és ichthiológus. Zoológiai szakmunkákban nevének rövidítése: „Kner”.

## Életútja
Rudolf Kner végzettségét tekintve orvos volt. A Bécsi Természettudományi Múzeum gyűjteményén dolgozott 1836-tól Johann Jakob Heckelt segítve. Három év közös munka után természettudományi pályafutását a Lembergi Egyetemen folytatta. 1849-ben tért vissza Bécsbe és a zoológia tanáraként tevékenykedett, de elsősorban az ichthiológia területén a halak természetrajzával és a híres bécsi gyűjtemény gyarapításával foglalkozott.
Számtalan kiváló tanulmányt készített, de ezek közül kiemelkedett az 1853-ban a harcsákkal kapcsolatban a Natterer gyűjteményből addig be nem mutatott 18 új faj leírása.

### Novara expedíció
Kner Franz Steindachner zoológussal és Karl von Scherzer bankárral közösen 1857 és 1859 között megszervezték a Novara expedíciót. A Novara egy osztrák fregatt neve volt, amelynek segítségével feltérképezték Ceylon, Jáva, Kína, Ausztrália és Új-Zéland tengerpartját. Ezen az úton 1000 új, zömében tengeri halfajt írtak le.

## Német nyelvű tanulmányai
- Leitfaden zum Studium der Geologie, Wien, 1851, 2. kiadás, 1855
- Lehrbuch der Zoologie, Wien, 1849, 2. kiadás  1855, 3. kiadás, 1862
- Die Süßwasserfische der österreichischen Monarchie, Leipzig, 1858, együtt Heckellel
- Über die Ganoiden als natürliche Ordnung, 1862.

### Német nyelven
- Svojtka, M. (2006): Rudolf Kner (1810-1869) und sein Beitrag zu den Erdwissenschaften.- Berichte der Geologischen Bundesanstalt (Wiedeń), 69: 73-75 PDF[halott link]
- Svojtka, M. (2007): Eindrücke aus der Frühzeit der geologischen Erforschung Ostgaliziens (Ukraine): Leben und erdwissenschaftliches Werk von Rudolf Kner (1810-1869).- Geo.Alp, Sonderband 1: 145-154 PDF